# On n'oublie jamais rien, on vit avec
«On n'oublie jamais rien, on vit avec» —en español: «Nunca se olvida todo lo que vivimos»— es el tercer sencillo del álbum Humaine de la cantante francesa Hélène Segara cantando a dúo con la cantante Italiana Laura Pausini. La canción fue lanzada en noviembre del año 2003 y fue un éxito en países europeos como Suiza, Francia y Bélgica en cuanto a posicionamiento de listas musicales.
La canción también estaba disponible en el Le best of, También está incluida en otros álbumes de la cantante, como en: Duos d'aujourd'hui, Girls 2004, NRJ Hit Music Only, NRJ Hit Music Only, Les Plus Belles Voix 3 lanzados en el 2004 y Vos Plus Belles Émotions del año (2005).
También se realizó el vídeo oficial de la canción.

## Antecedentes y canción

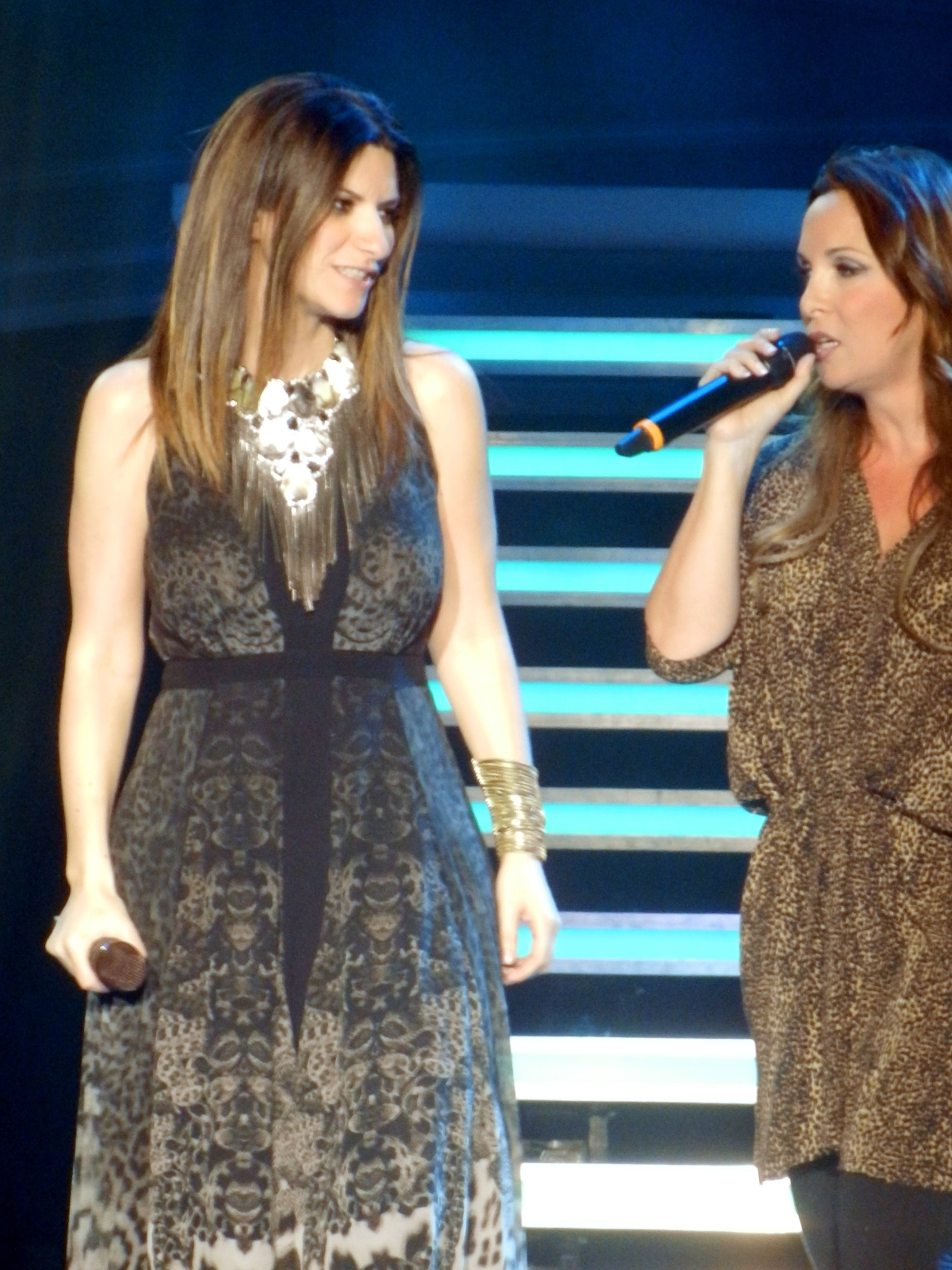
Laura Pausini y Hélène Ségara cantando «On n'oublie jamais rien», on vit avec en vivo.

Antes de registrarse Humaine, los productores del álbum querían registrar un dúo en este. Le propusieron a Pausini en un dúo con esta canción, las dos cantantes se reunieron en el año 2003 para registrar la grabación.
La letra de la canción en italiano fue escrita por Pausini titulándole «Il ricordo che ho di noi».
Escrito y compuesto por Antoine Angelelli, Bruno Grimaldi y Gérard Capaldi, la canción fue el segundo dúo multibilingüe para Ségara después del dúo con Andrea Bocelli titulado «Vivo per lei (je vis pour elle)» en el año 1996.
En cuanto al dúo la canción es mezcla francesa (adaptada por Ségara) y mezcla italiana adaptada por Pausini. Se trata de una canción pop balada que habla de amor.
Ambas cantantes cantaron a dúo en los NRJ Music Awards en enero del año 2004.
El 13 de abril de 2012 Laura Pausini y Hélène Ségara interpretaron «On n'oublie jamais rien, on vit avec» en el Bercy (Francia), durante la gira mundial de Pausini, Inédito World Tour.
El vídeo fue grabado en la ciudad de París, bajo la dirección de Gaetano Morbioli, y en 2004 la canción fue incluida en el álbum Resta in ascolto - edición limitada de la italiana.

## Lista de canciones
CD sencillo
| N.º | Título                                 | Duración |  |
| 1.  | «On n'oublie jamais rien, on vit avec» | 4:20     |  |
| 2.  | «L'Île de nous»                        | 4:15     |  |

Digital download
| N.º | Título                                 | Duración |  |
| 1.  | «On n'oublie jamais rien, on vit avec» | 4:20     |  |

## Personal
| - Letra y música de Bruno Grimaldi, Gérard Capaldi and Antoine Angelelli, excepto el texto en Lenguaje italiano hecho por Laura Pausini - Arreglos: Pierre Jaconelli - Teclados programaciones: Sébastien Cortella - Guitarra: Pierre Jaconelli - Batería: Ian Thomas - Bajo: Nicolas Fiszman - Percusión: Denis Benarrosh | - Cuerdas dirección: Khalil Chahine - Cuerdas: Les Archers de París - Dirección de orquesta: Philippe Nadal - Violín: Christian Guiot - Grabación y mezcla: Peter Schwier at Studio Mega C / Guillaume Tell Studio - La voz de Laura Pausini es resitrada por Gabriele Gigli en Logic Studio (Mílan) - Editado por Bambino / Gente Edizioni / Music Sharpe Edizioni |

## Posicionamiento en listas y certificaciones
| Lista (2003)       | Mejor posición |
| ------------------ | -------------- |
| Bélgica (Ultratop) | 2              |
| Francia (SNEP      | 2              |
| Suiza (IFPI)       | 3              |

| País    | Lista (2003) | Posición | Ref.   |
| ------- | ------------ | -------- | ------ |
| Francia | SNEP         | 55       | [ 10 ] |

| País    | Lista (2004)        | Posición | Ref.   |
| ------- | ------------------- | -------- | ------ |
| Bélgica | Ultratop 50 Valonia | 8        | [ 11 ] |
| Francia | SNEP                | 17       | [ 12 ] |
| Suiza   | IFPI                | 20       | [ 9 ]  |

| País    | Organismo certificador | Certificación | Ventas  | Ref.   |
| ------- | ---------------------- | ------------- | ------- | ------ |
| Francia | SNEP                   | Disco de Oro  | 399 000 | [ 13 ] |
| Bélgica | Ultratop               | Disco de Oro  | 25 000  | [ 14 ] |